# Mitreo degli Animali

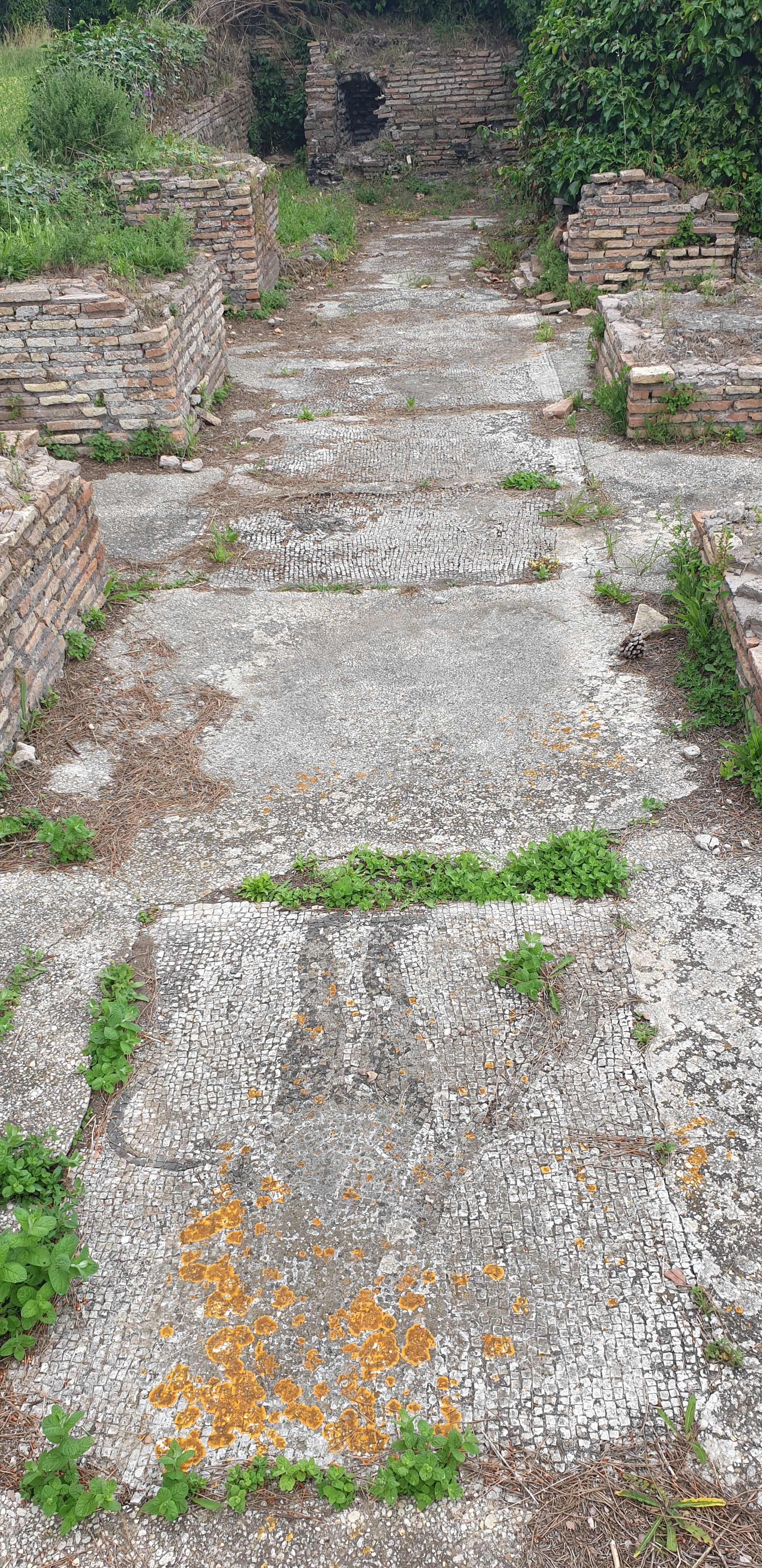
Mittelgang mit Mosaik

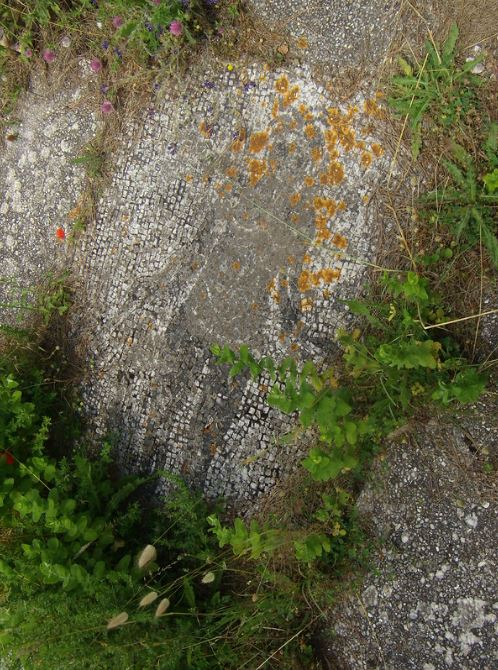
Der stehende Mann auf dem Mosaik im Mithräum

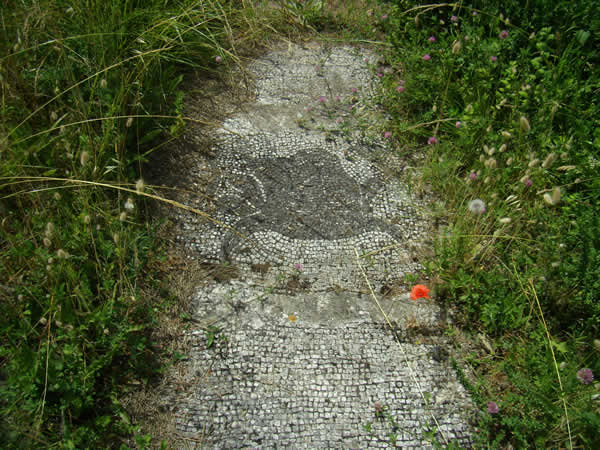
Skorpion

Das Mitreo degli Animali (Mithräum der Tiere) befindet sich in der antiken römischen Hafenstadt Ostia (IV, II, 11) und wurde um 160 n. Chr. errichtet. Es ist damit das älteste bekannte Mithrasheiligtum der Stadt, in der sich bisher mehr als ein Dutzend solcher Heiligtümer fanden.
Der Tempel wurde 1867 von Carlo Lodovico Visconti ausgegraben und im folgenden Jahr von ihm publiziert. Visconti hielt den Bau nicht für ein Mithräum, sondern sah darin einen Teil des Tempels der Magna Mater, der sich direkt daneben befindet. Dieser Idee wurde jedoch später widersprochen. Das Mithräum degli Animali hat den typischen Plan eines solchen Baues. Es besteht aus einer langgestreckten Halle (30,3 × 4,30 m) mit acht Pfeilern, der links eine kleinere, ebenfalls langgestreckte Halle vorgelagert ist. Das Mithräum fällt durch seinen besonderen Mosaikschmuck auf: Im Hauptraum befinden sich auf dem Boden die Darstellungen eines Mannes und diverser Tiere auf einem Schwarzweißmosaik. Der Mann, die erste bartlose, männliche Figur, steht am Eingangsbereich und ist nackt. Seine Haare sind unordentlich. In der einen Hand scheint er eine Schaufel, in der anderen ein Messer zu halten. Seine Identifizierung und Deutung sind unsicher. In vielen Mithräen fand sich die Statue eines Mannes mit Löwenkopf oder mit dem Bild eines Löwen auf der Brust. Es ist möglich, dass dieser Mann eine solche Löwengottheit darstellt. Die anderen Bilder zeigen einen Skorpion, eine Krähe, einen Hahn, eine Schlange und einen Rinderkopf. An der Rückwand der Halle befindet sich der aus Ziegeln aufgemauerte Altar.
Im Mitreo degli Animali fanden sich neben dem Altar zwei Marmorköpfe, einer, der als Sol Invictus Mithras interpretiert wird, ein zweiter, der als Attis interpretiert wird. Beide befinden sich heute in den Vatikanischen Museen.